# DataArt
DataArt est une société de conseil en informatique. L'entreprise conçoit, développe et soutient des logiciels. DataArt opère à partir de plus de 20 sites aux États-Unis, en Europe (Allemagne, Arménie, Bulgarie, Géorgie, Kazakhstan, Pologne, Roumanie, Suisse, Ukraine et Royaume-Uni), en Argentine et dans les Émirats arabes unis.

## L'histoire
DataArt a été fondée en 1997 à New York. Il s'agit à l'origine d'une société américaine (New York).
En 1998, l'équipe de DataArt, basée à Saint-Pétersbourg, a développé un logiciel expérimental de boîte aux lettres. Plus tard, ce logiciel est devenu la base de Mail.ru,.
En 2001, la société ouvre un bureau à Londres.
En 2007, DataArt a reçu le statut de Microsoft Gold Certified Partner, obtenu en participant au programme Microsoft Customer Satisfaction Index (CSI), dans le cadre duquel l'entreprise a reçu des notes élevées de la part de ses clients et a obtenu le statut de Small Business Specialist (spécialiste des petites entreprises),.
De 2010 à 2018, l'entreprise a été classée dans la liste Inc. 5000, la liste des entreprises privées américaines à la croissance la plus rapide.
En 2014, DataArt a acquis AW Systems et a lancé un centre de développement à Buenos Aires (Argentine),.
En 2014, l'entreprise a déclaré un chiffre d'affaires de 54 millions de dollars.
En décembre 2019, DataArt s'est associé à Metro Markets dans le but de créer la plus grande place de marché en ligne B2B,.
En 2021, DataArt a ouvert un nouveau centre de R&D en Bulgarie (Plovdiv) ainsi que de nouveaux bureaux au Kazakhstan et en Géorgie.
En 2021, DataArt figure parmi les Inc. 5000 America's Fastest-Growing private companies et figure sur la liste Best Company Culture de Comparably.
En 2022, DataArt quitte le marché russe le 15 juin,. 
En septembre 2022, DataArt a annoncé l'acquisition de Lola Tech, entrant ainsi sur le marché du développement de logiciels en Roumanie. Le centre de Lola Tech à Cluj-Napoca devient le premier centre de développement en Roumanie.
DataArt emploie plus de 6 000 personnes dans plus de 20 sites aux États-Unis, en Europe et en Amérique latine.
Les bureaux de développement de DataArt sont situés en : Ukraine (Kyiv, Lviv, Kharkiv, Dnipro, Odesa, Kherson), Pologne (Wroclaw, Lublin), Roumanie (Cluj-Napoca), Bulgarie (Sofia), Argentine (Buenos Aires) et Kazakhstan (Almaty, Astana). Le siège de la société se trouve à New York.